# Nagy fémesszarvasbogár
A nagy fémesszarvasbogár (Platycerus caprea) a rovarok (Insecta) osztályának bogarak (Coleoptera) rendjébe, ezen belül a mindenevő bogarak (Polyphaga) alrendjébe és a szarvasbogárfélék (Lucanidae) családjába tartozó faj.

## Előfordulása
A nagy fémesszarvasbogár előfordulási területe Európa keleti felén és Ázsia nyugati felén van. A főbb állományai az Urál hegységben és Törökországban élnek.
Magyarországon, a Platycerus nevű rovarnem ritkább fajai közé tartozik, mely szigetszerűen, főként magasabb hegyvidéki területeken fordul elő; ilyenek: a Kőszegi-hegység, a Bükk-vidék és Mátra.

## Megjelenése
A rovar 10-13 milliméter hosszú. A kitinpáncélja fényesen sötétkék színű. Könnyen összetéveszthető a vele nagyon hasonló kis fémesszarvasbogárral (Platycerus caraboides).

## Fordítás
- Ez a szócikk részben vagy egészben  a   Platycerus caprea című norvég Wikipédia-szócikk fordításán alapul.  Az eredeti cikk szerkesztőit annak laptörténete sorolja fel. Ez a jelzés csupán a megfogalmazás eredetét és a szerzői jogokat jelzi, nem szolgál a cikkben szereplő információk forrásmegjelöléseként.
- Ez a szócikk részben vagy egészben  a   Platycerus caprea című angol Wikipédia-szócikk ezen változatának fordításán alapul.  Az eredeti cikk szerkesztőit annak laptörténete sorolja fel. Ez a jelzés csupán a megfogalmazás eredetét és a szerzői jogokat jelzi, nem szolgál a cikkben szereplő információk forrásmegjelöléseként.